# Gökdere, Tercan
Gökdere là một xã thuộc huyện Tercan, tỉnh Erzincan, Thổ Nhĩ Kỳ.